# Burganes de Valverde (kommun)
Burganes de Valverde är en kommun i Spanien.   Den ligger i provinsen Provincia de Zamora och regionen Kastilien och Leon, i den nordvästra delen av landet, 240 km nordväst om huvudstaden Madrid. Antalet invånare är 754.